# Ozorków
Ozorków [ɔˈzɔrkuf] ist eine Stadt in Polen in der Woiwodschaft Łódź nördlich von Łódź.

## Geschichte
Die erste urkundliche Erwähnung der Stadt stammt von 1342. 1520 war der Name des Ortes Ozorkowo. 1576 bestand das Dorf aus einer Fläche von 60 Morgen, auf welcher sich eine Wassermühle sowie eine Schenke befanden. 1168 erfolgte der Bau der Kirche durch Nikolaus Szczawinski, Kastellan von Lenczyca und Brzeziny.
1793 fiel die Stadt unter preußische Herrschaft. Um den Ort zu beleben, ließ der Eigentümer Ignacy Starzynski Tuchmacher aus Sachsen holen und errichtete eine Tuchfabrik. Als Gelände stellte er den neuen Siedlern 1.192 Morgen im angrenzenden Szczeblew zur Verfügung. Die ersten Tuchmacher schlossen am 10. Dezember 1807 einen Ansiedlungsvertrag mit der Stadt.  Am 22. Februar 1814 wurde die Tuchmacherinnerung gegründet, bis 1927 wurden 935 Meister Mitglied. Auch im Jahr 1814 erfolgte die Errichtung einer hölzernen evangelischen Kirche.
Der Aufschwung zeigte sich bald, so lebten 1815 schon 1867 Menschen in der Stadt, zu einer Zeit, zu der das nahe und später „Manchester Polens“ genannte Łódź gerade mal 300 Einwohner hatte. 1816 erhielt der Ort das Stadtrecht. 1817 errichtete die Familie Schlösser Spinnereien, zuerst für Schurwolle und ab 1834 auch für Baumwolle. 1824 wird in einem Bericht der Wojewodschaftskommission für die Färberei von Christian Wilhelm Werner in Ozorków ein Jahresverbrauch von 250.000 Pfund Indigo erwähnt. Damit war die Färberei die größte Polens. 1828 lebten schon 5669 Menschen in der Stadt. Nach der Auflösung von Kongresspolen stagnierte die Entwicklung des Ortes.
Von 1840 bis 1842 folgte die Errichtung einer steinernen Kirche, deren Kosten von 120.000 polnischen Złoty zu einem großen Teil vom Fabrikanten Christian Wilhelm Werner übernommen wurden.
1848 stellte Friedrich Schlösser seinen Neffen Karl Wilhelm Scheibler als Fabrikdirektor ein. Schlösser starb bald darauf, Scheibler blieb aber bis zu seiner Übersiedlung nach Łódź 1854 Direktor der jetzt durch Erbschaft geteilten Werke. Der Weggang Scheibler ging einher mit einer Stagnation der Entwicklung Ozorkóws.
1896 wurde ein Altenheim errichtet.
Kurz nach dem Ersten Weltkrieg erhielt der Ort Anschluss an das Schienennetz zwischen Thorn und Łódź. Trotz der Kriegsauswirkungen waren in den Schlösserschen Werken, seit 1894 eine Aktiengesellschaft, in den 1920er Jahren bereits wieder 2.800 Leute beschäftigt. 1925 wurde die deutsche Schule geschlossen und die Schüler wurden in einer polnischen unterrichtet.
1928 erhielt Ozorków über eine Überlandstrecke einen Anschluss der Straßenbahn Łódź über Zgierz nach Łódź. 2018 wurde der Betrieb auf dieser Strecke eingestellt.
1932 wurde die Fabrik an das Unternehmen M. Fogel u. Co. in Łódź verpachtet, das Palais der Familie Schlösser wurde 1938 an die Stadt Ozorków verkauft und wurde Sitz der Stadtverwaltung.
Während des Zweiten Weltkrieges war der Ort von 1939 bis 1945 durch die Deutschen besetzt und Teil des Reichsgaues Wartheland. Während dieser Zeit wurden etwa 40 Prozent der Bevölkerung, vor allem Juden, getötet. Ozorków war bis 1945 der vorläufige Sitz des Landrats für den Landkreis Lentschütz. Von 1943 bis 1945 trug die Stadt den Namen „Brunnstadt“. Anfang 1945 wurde Ozorków  von der Roten Armee eingenommen.

### Einwohnerentwicklung
1815 lebten 1867 Menschen in Ozorków. Davon waren 117 selbständige Tuchmacher, 47 Gesellen, ein Leinenweber, ein Scherer und ein Färber.  Die Einwohnerzahl stieg weiter an und so wurden 1817/1818 294 Tuchmacher, 162 Gesellen, vier Scherer sowie 1176 Hilfskräfte gezählt. Nur wenige Jahre später, 1820/1822, war die Zahl der Tuchmacher auf 365 gestiegen, die der Gesellen auf 381. Weiterhin gab es zwei Färber und 1460 Hilfskräfte. 90 Prozent der Zugewanderten kamen aus dem Netzegau, einige kamen aus Schlesien, Sachsen und dem Rheinland. 1939 waren etwa zehn Prozent der Bevölkerung deutschstämmig.

### Religion
Die Errichtung der hölzernen Kirche im Jahr 1814 ging einher mit der Gründung einer inoffiziellen evangelischen Gemeinde. Eine offizielle Gemeinde wurde am 5. Juni 1826 genehmigt, erster Seelsorger wurde Karl Haberfeld.

## Wirtschaft
32 Hektar der Stadt sind Teil der Sonderwirtschaftszone Łódź, welche steuerliche Vergünstigungen für Investoren bietet. Das vorgesehene Gelände ist durch Investitionen bereits vollständig abgedeckt, wodurch etwa 1000 Arbeitsplätze geschaffen wurden.

## Söhne und Töchter der Stadt
- Zalmen Zylbercweig (1894–1972), jiddischer Theaterautor und -chronist
- Samuel Reshevsky (1911–1992), US-amerikanischer Schachmeister polnischer Abstammung
- Eugenia Pohl  (1923–2003), Aufseherin im Jugendverwahrlager Litzmannstadt
- Witold Sobociński (1929–2018), Kameramann
- Gertrud Schmidt (* 1942), deutsche Leichtathletin und Olympiateilnehmerin
- Jolanta Bartczak (* 1964), Leichtathletin